# Свиридюк Наталія Петрівна
Наталія Петрівна Свиридюк (1978 р.н., м. Київ, Україна) — український науковець, доктор юридичних наук, професор, Одеський державний університет внутрішніх справ.

## Життєпис
Народилася у 1978 році у м. Київ, Україна.

### Здобуття вищої освіти
У 2002 році закінчила Національну академію внутрішніх справ України за спеціальністю «Правознавство».

### Служба в органах внутрішніх справ
Службу в органах внутрішніх справ проходила з 1997 по 2023 роки.
З 1997 по 2016 рік обіймала посади, пов’язані з освітньою та науковою діяльністю в системі МВС України.
2016-2017 – заступник начальника Управління професійної освіти та науки Департаменту персоналу, організації освітньої та наукової діяльності МВС України.
2017-2023 – заступник завідувача науково-дослідної лабораторії Державного науково-дослідного інституту МВС України.
З червня 2023 року працює в Одеському державному університету внутрішніх справ.

## Наукова діяльність
У 2010 році захистила дисертацію на здобуття наукового ступеня кандидата юридичних наук за спеціальністю «Філософія права» на тему «Філософсько-правові засади конфліктів у сфері професійної діяльності юриста».
У 2016 році захистила дисертацію на здобуття наукового ступеня доктора  юридичних наук у спеціалізованій вченій раді Одеського державного університету внутрішніх справ за спеціальністю «Адміністративне право і процес; фінансове право; інформаційне право» на тему «Адміністративно-правові та організаційно-тактичні основи державної політики економічного розвитку України».
Вчене звання «професор» присвоєно у 2021 році.
Входить до складу редакційної колегії наукового журналу «Наука і правоохорона» Державного науково-дослідного інституту МВС України.
Є автором понад 200 наукових, науково-методичних, науково-практичних та навчальних видань.

### Свідоцтва про реєстрацію авторського права на твір
У співавторстві отримано 4 свідоцтв про реєстрацію авторського права на твір:
- свідоцтво про реєстрацію авторського права на твір «Мультимедійний підручник з навчальної дисципліни «Юридична деонтологія» № 67960 від 27.09.2016;
- свідоцтво авторського права на твір «Методика аналізу соціальних мереж з використанням програмного забезпечення IBM i2 Notebook 8.9.» № 86125 від 20.02.2019;
- свідоцтво авторського права на твір «Методика статистичного кримінального аналізу на тактичному рівні» № 9303425 від 16.10.2019;
- свідоцтво авторського права на твір «Тактичний кримінальний аналіз» № 100852 від 21.12.2020.

### Нагороди та відзнаки
Нагрудний знак «За відзнаку в службі» ІІ ступеня;
Нагрудний знак «За відзнаку в службі» І ступеня;
Медаль «За сумлінну службу» ІІІ ступеня;
Медаль «15 років сумлінної служби».